# 安江工務店
株式会社安江工務店（やすえこうむてん）は、愛知県名古屋市中区に本社を置く住宅リフォーム会社。

## 概要
1970年（昭和45年）4月、創業。愛知県を中心に事業展開している。創業当初は新築住宅事業も行っていたが、2000年（平成12年）に住宅リフォームに特化。2010年（平成22年）に不動産流通事業（仲介・買取・再販）を始め、2011年（平成23年）には、新築住宅事業（建築請負）に再度参入している。

## 沿革
- 1970年（昭和45年）4月 - 名古屋市南区に新築住宅およびリフォーム業を目的に創業[1]。
- 1975年（昭和50年）6月 - 事業拡大のため株式会社化し設立[1]。
- 2014年（平成26年） - 株式会社OKUTAと共同で水まわり専門店「みずデポ」を3店舗同時オープン[4]。
- 2017年（平成29年）
  - 2月 - 東証ジャスダックおよび名古屋証券取引所市場第二部に株式を上場。
  - 9月 - 株式会社N-Basicの全株式を取得し、連結子会社化[5][6]。
- 2018年 (平成30年）5月 - 株式会社トーヤハウス（熊本市）を連結子会社化。
- 2021年（令和3年）4月 - 代表取締役会長の安江博幸が水難事故により死去[7]。
- 2022年（令和4年）10月 - 完全子会社の株式会社N-Basicを吸収合併[8]。
- 2024年（令和6年）12月26日 - サーラコーポレーションの子会社となり、2025年2月12日に株式の上場を廃止[9][10][3][11][12]。